# Teófilo Forero
Teófilo Forero Castro (Natagaima, Tolima, 10 de diciembre de 1937-Bogotá, 27 de febrero de 1989) fue un obrero metalúrgico, dirigente sindical y comunista colombiano.

## Biografía
Nació en Natagaima, Tolima, Colombia, en el seno de una familia campesina. Sin embargo, migró a Bogotá buscando nuevas oportunidades convirtiéndose en obrero, para posteriormente ser dirigente del sindicato de Talleres Centrales en Puente Aranda (Bogotá). Militante del Partido Comunista Colombiano (PCC) desde la década de 1950, ingresó durante el gobierno de Gustavo Rojas Pinilla, durante el cual el partido actuaba en la clandestinidad. Contribuyó a la fundación de la Federación Sindical de Trabajadores de Cundinamarca (Festrac), de la cual fue su presidente. En el año de 1963 contrajo matrimonio por la Iglesia Católica con Leonilde Mora de Forero, ambos fueron asesinados cuando iban para su casa.
En 1964 fue fundador de la Confederación Sindical de Trabajadores de Colombia (CSTC) formando parte de su primer comité confederal. Fue concejal de Bogotá durante varios periodos por la Unión Nacional de Oposición (UNO), posición a la que lo llevó el movimiento sindical y popular. También se desempeñó en varias oportunidades como diputado de la Asamblea Departamental de Cundinamarca. Participó en la organización del Paro Cívico Nacional de 1977. Acompañó el proceso de paz entre el gobierno de Belisario Betancur (1982-1986) y las FARC-EP que se desarrolló durante los Acuerdos de Corinto, Hobo y Medellín y los Acuerdos de La Uribe en 1984. Se desempeñaba como dirigente nacional y en Cundinamarca de la Unión Patriótica desde su fundación hasta su muerte.

## Muerte
Teófilo Forero fue asesinado el 27 de febrero de 1989 en compañía de su esposa Leonilde Mora, del dirigente del PCC Antonio Sotelo y José Antonio Toscano, conductor del vehículo en el que desplazaban en el barrio Santa Matilde en Bogotá. Un comando de sicarios bajo órdenes del narcotraficante Gonzalo Rodríguez Gacha, en conjunción con oficiales del Ejército Nacional, en el marco del Plan de Exterminio contra la UP y el Partido Comunista Colombiano fueron los responsables. La masacre ocurrió tan sólo cuatro días antes del asesinato del dirigente político José Antequera.
Su caso pasó a la Jurisdicción Especial para la Paz (JEP), en un informe que presentó el Partido Comunista de Colombia con más de 500 casos de asesinatos de sus integrantes. Hasta el momento por este caso está siendo procesado en calidad de ausente el prófugo capitán del Ejército Nacional Humberto Flórez, cuyo nombre fue mencionado en una declaración póstuma escrita por José Everth Rueda Silva en 1992 en el marco de las investigaciones por el asesinato del dirigente liberal Luis Carlos Galán, aseverando la participación de dicho oficial en los asesinatos en mención, bajo órdenes de Rodríguez Gacha. 
Tras su muerte fue fundado el Frente 55, y la Columna Móvil Teófilo Forero por parte del Bloque Oriental de las FARC-EP en 1993.